# مهرجان الجحيم
مهرجان الجحيم (بالإنجليزية: Hell Fest)‏ هو فيلم تقطيع أمريكي من بطولة إيمي فورسيث، رين إدواردز، بيكس تايلور-كلاوس وتوني تود. صدر الفيلم في 28 سبتمبر 2018.

## وصلات خارجية
- مهرجان الجحيم على موقع IMDb (الإنجليزية)
- مهرجان الجحيم على موقع ميتاكريتيك (الإنجليزية)
- مهرجان الجحيم على موقع روتن توميتوز (الإنجليزية)
- مهرجان الجحيم على موقع نتفليكس (الإنجليزية)
- مهرجان الجحيم على موقع بوكس أوفيس موجو (الإنجليزية)
- مهرجان الجحيم على موقع فيلمافينيتي (الإسبانية)
- مهرجان الجحيم على موقع قاعدة بيانات الفيلم (الإنجليزية)
- مهرجان الجحيم على موقع ليتربوكسد (الإنجليزية)
- مهرجان الجحيم على موقع كينوبويسك (الروسية)